# Маленький купальщик
«Ма́ленький купа́льщик» — французская кинокомедия с Луи де Фюнесом в главной роли.

## Сюжет
Владелец судостроительного предприятия Луи-Филипп Фуршом (Луи де Фюнес) выгоняет с работы своего главного конструктора Андре Кастанье после того, как корабль, спроектированный последним, во время церемонии спуска на воду прямо на глазах у многочисленной публики получает огромную дыру оттого, что в него бросили бутылку шампанского. Но при этом Фуршом ещё не знает, что яхта, построенная Кастанье, и названная «Маленький купальщик», накануне выиграла престижную регату в Сан-Ремо, и заказчики выстраиваются в очередь, чтобы заключить сделки на производство яхт. Одному из дельцов удаётся убедить их, что у него имеется договор с конструктором, и подписать контракты. Теперь посреднику необходимо найти Кастанье и уговорить его о совместной работе. Естественно, он направляется на верфь Фуршома, и что же он видит: Кастанье не только выгнан с работы, а Фуршом в ярости после ссоры с Кастанье расколотил лопатой единственный образец яхты-победительницы. Рассказав Фуршому о выгодных контрактах, оказавшихся теперь под угрозой, он отправляется на поиски Кастанье. За ним следует и сам Фуршом, надеясь опередить его и уговорить Кастанье вернуться на предприятие, пока тот не узнал о случившемся.

## Роли исполняли и дублировали
- Луи де Фюнес (Михаил Глузский) — Луи-Филипп Фуршом
- Робер Дери (Олег Голубицкий) — Андре Кастанье
- Андреа Паризи  (Мария Виноградова) — Мари-Беатрис Фуршом
- Колетт Броссе (Роза Макагонова) — Шарлотта Кастанье
- Франко Фабрици (Юрий Боголюбов) — Марчело Каччаперотти
- Жак Легра (Владимир Балашов) — кюре Анри Кастанье
- Мишель Галабрю (Аркадий Толбузин) — Сипио
- Пьер Дак (Георгий Вицин) — министр

Фильм был дублирован на киностудии «Мосфильм» в 1971 году.

## Технические данные
- Цветной, звуковой (mono)
- Премьера: 22 марта 1968 года (Франция)